# Tydeus

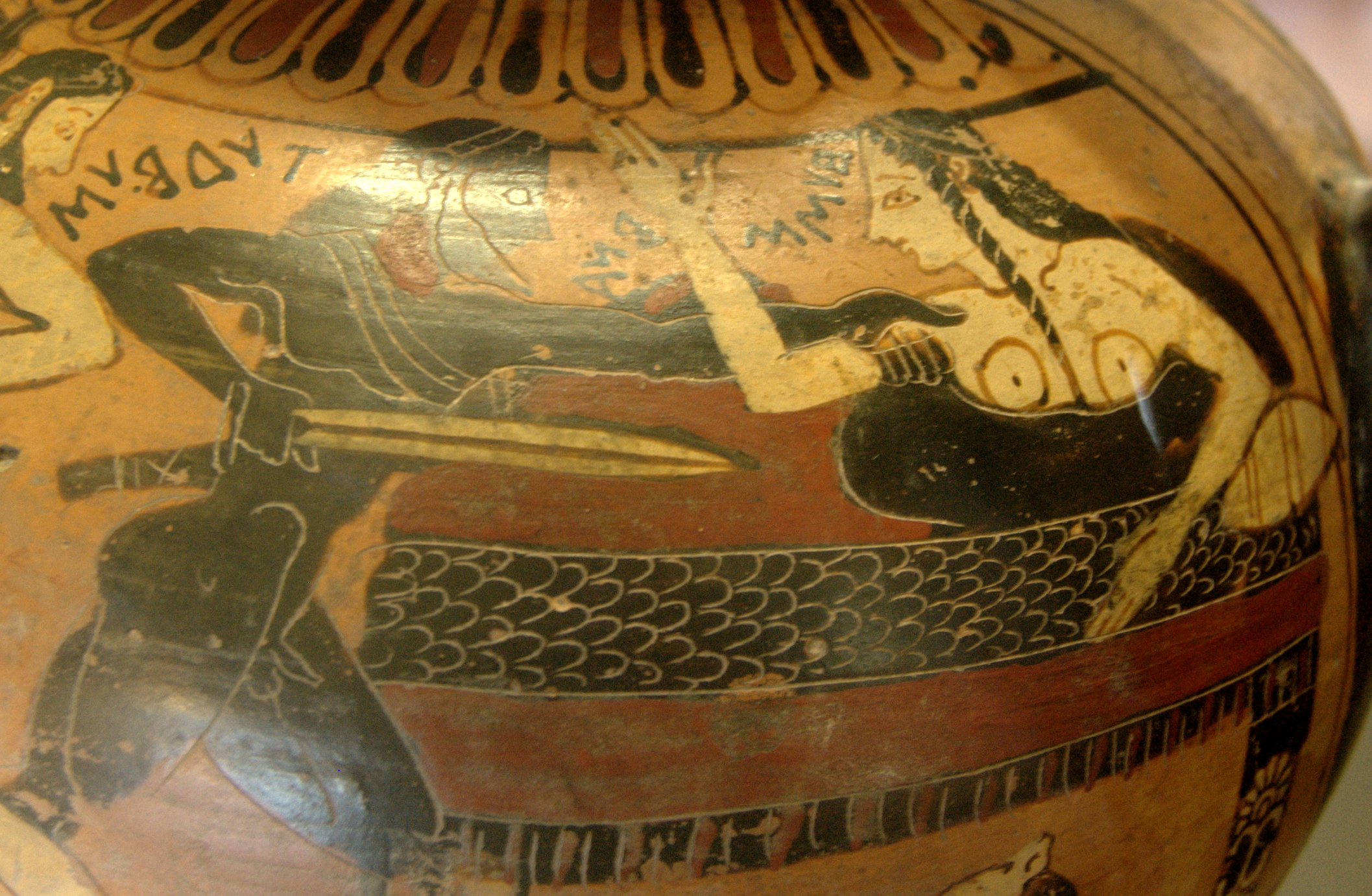
Tydeus und Ismene, korinthische schwarzfigurige Amphora, um 560 v. Chr., Louvre (E 640)

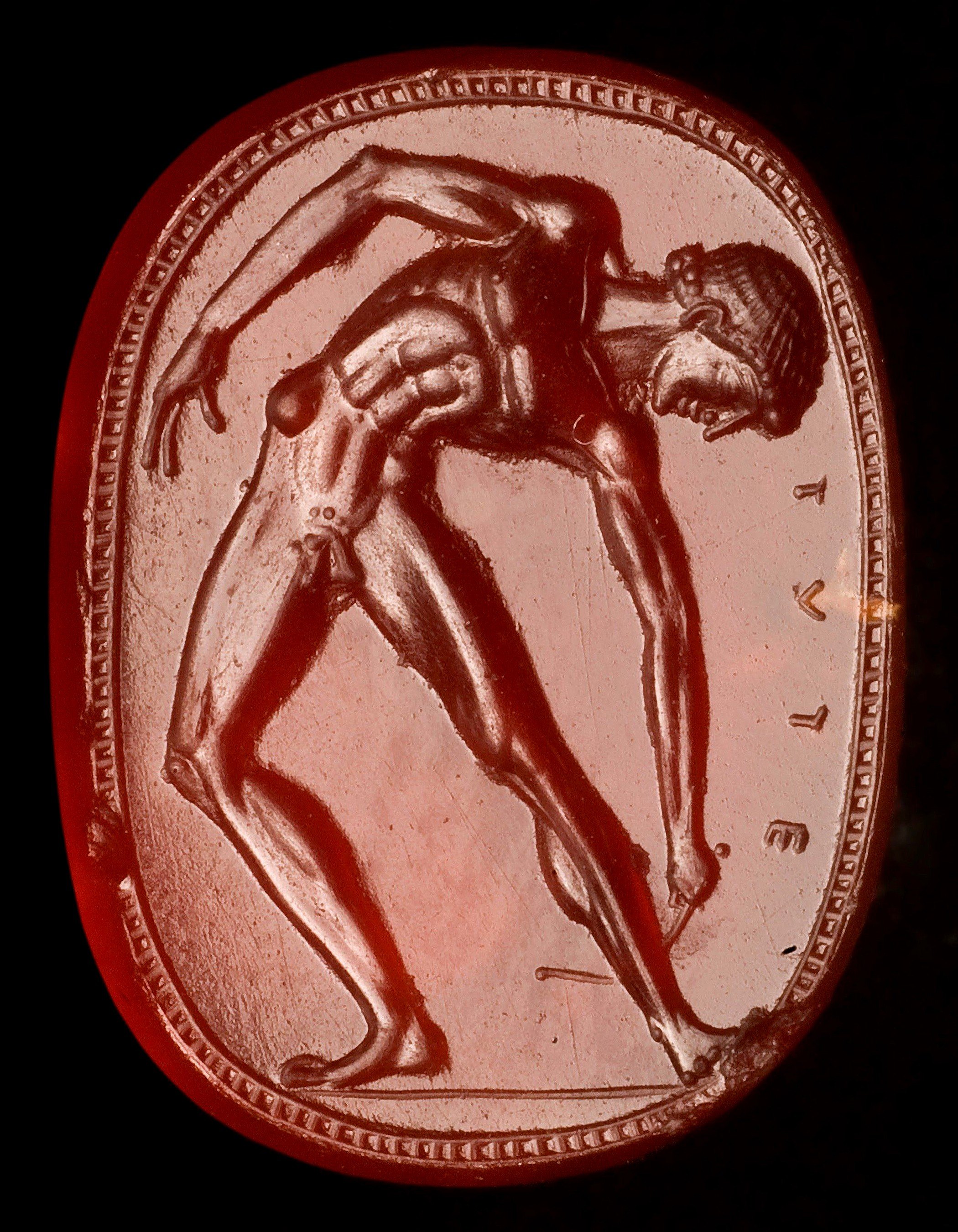
Tydeus mit Strigilis auf einem etruskischen Skarabäus aus dem ersten Viertel des 5. Jahrhunderts v. Chr.

Tydeus (altgriechisch Τυδεύς Tydeús) ist in der griechischen Mythologie der Sohn des Oineus, des Königs von Kalydon, und Vater von Diomedes. Als seine Mutter wird zumeist Periboia, die zweite Gattin des Oineus genannt. Andere Überlieferungen geben Gorge oder Althaia als Mutter an.

## Mord und Flucht
Wegen eines Mordes, den er begangen hatte, wurde er von seinem Vater aus dem Land vertrieben. Wen er ermordet hatte, wird ganz verschieden angegeben:
- Alkathoos, Leukopeus oder Melas, einen der Brüder seines Vaters,
- Thoas oder Aphareus, einen der Brüder seiner Mutter,
- Olenias, seinen Bruder oder
- die Söhne des Melas.

So floh er und kam nach Argos zu König Adrastos. Dieser reinigte ihn von dem Mord und nahm ihn bei sich auf.

## Hochzeit
Eines Nachts kam Polyneikes nach Argos, nachdem dieser von seinem Bruder Eteokles um die Herrschaft über Theben gebracht worden war. Tydeus hielt ihn für einen Angreifer und attackierte ihn. Adrastos, der inzwischen erwacht war, kam hinzu und trennte die beiden. Nun verstand er das Orakel, wonach er seine Töchter einem Löwen und einem Bären vermählen solle, denn Polyneikes trug ein Löwenfell und Tydeus ein Bärenfell. Tydeus heiratete Deipyle und zeugte mit ihr einen Sohn namens Diomedes.

## Sieben gegen Theben
Tydeus war einer der sieben Feldherren im Kriegszug gegen Theben. Bevor sie die Stadt angriffen, wurde Tydeus nach Theben geschickt, um die freiwillige Übergabe der Stadt zu fordern. Doch diese wurde von Eteokles abgelehnt. Tydeus forderte verschiedene Thebaner zum Kampf, besiegte und tötete diese, bevor er zum Heer zurückkehrte. Auf dem Rückweg lauerten ihm 50 Feinde auf, die er alle bis auf Maion tötete.
Im folgenden Kampf stand Tydeus Melanippos gegenüber und beide verwundeten sich gegenseitig schwer. Athene wollte Tydeus retten und erbat von Zeus ein Heilmittel, das ihm Unsterblichkeit verleihen sollte. Doch Amphiaraos, der Tydeus hasste, hieb dem Melanippos den Kopf ab, brachte diesen zu Tydeus und dieser schlürfte das Hirn aus dem Schädel. Als Athene dies sah, war sie angewidert und ließ von ihrem Vorhaben ab. Daher starb auch Tydeus. Vor der Stadtmauer wurde er von Maion bestattet.